# Вулька-Тшемецька
Вулька-Тшемецька (пол. Wólka Trzemecka) — село в Польщі, у гміні Балтув Островецького повіту Свентокшиського воєводства.
Населення — 86 осіб (2011).
У 1975-1998 роках село належало до Келецького воєводства.

## Демографія
Демографічна структура на день 31 березня 2011 року:
|          | Загалом | Допрацездатний вік | Працездатний вік | Постпрацездатний вік |
| -------- | ------- | ------------------ | ---------------- | -------------------- |
| Чоловіки | 38      | 7                  | 26               | 5                    |
| Жінки    | 48      | 8                  | 28               | 12                   |
| Разом    | 86      | 15                 | 54               | 17                   |